# جيل دوبي
جيل دوبي (بالإنجليزية: Gil Dobie)‏ هو لاعب كرة قدم أمريكية أمريكي، ولد في 21 يناير 1879 في هاستينغز في الولايات المتحدة، وتوفي في 23 ديسمبر 1948 في هارتفورد في الولايات المتحدة.